# Шари
За насељено место у Француској, погледајте Шари (Ен).
Шари је 1.400 (по неким изворима само 949) километара дуга ријека у Африци, главна притока Чадског језера. Заједно са изворном ријеком Ухам, дуга је 1.749 километара.
Ова ријека извире на сјеверноекваторском појасу у Централноафричкој Републици и тече на сјевер преко границе са Чадом. Након пролаза кроз главни град Нџамену, представља границу са Камеруном, после чега се улива у Чадско језеро.